# Lamborghini Estoque
Der Lamborghini Estoque ist ein viertüriges Konzeptfahrzeug von Lamborghini, welches am Vorabend des Pariser Autosalon 2008 vorgestellt wurde.
Nach verschiedenen Medienberichten sollte der Estoque das erste in der Volksrepublik China produzierte Fahrzeug der italienischen Marke werden. Der Produktionsstart wurde ursprünglich für das Jahr 2012 bekanntgegeben. Anfang 2010 gab der Präsident von Lamborghini, Stephan Winkelmann, bekannt, dass es nicht zu einer Serienproduktion kommen werde und der Estoque somit ein Konzeptfahrzeug bleibt.

## Entwicklung

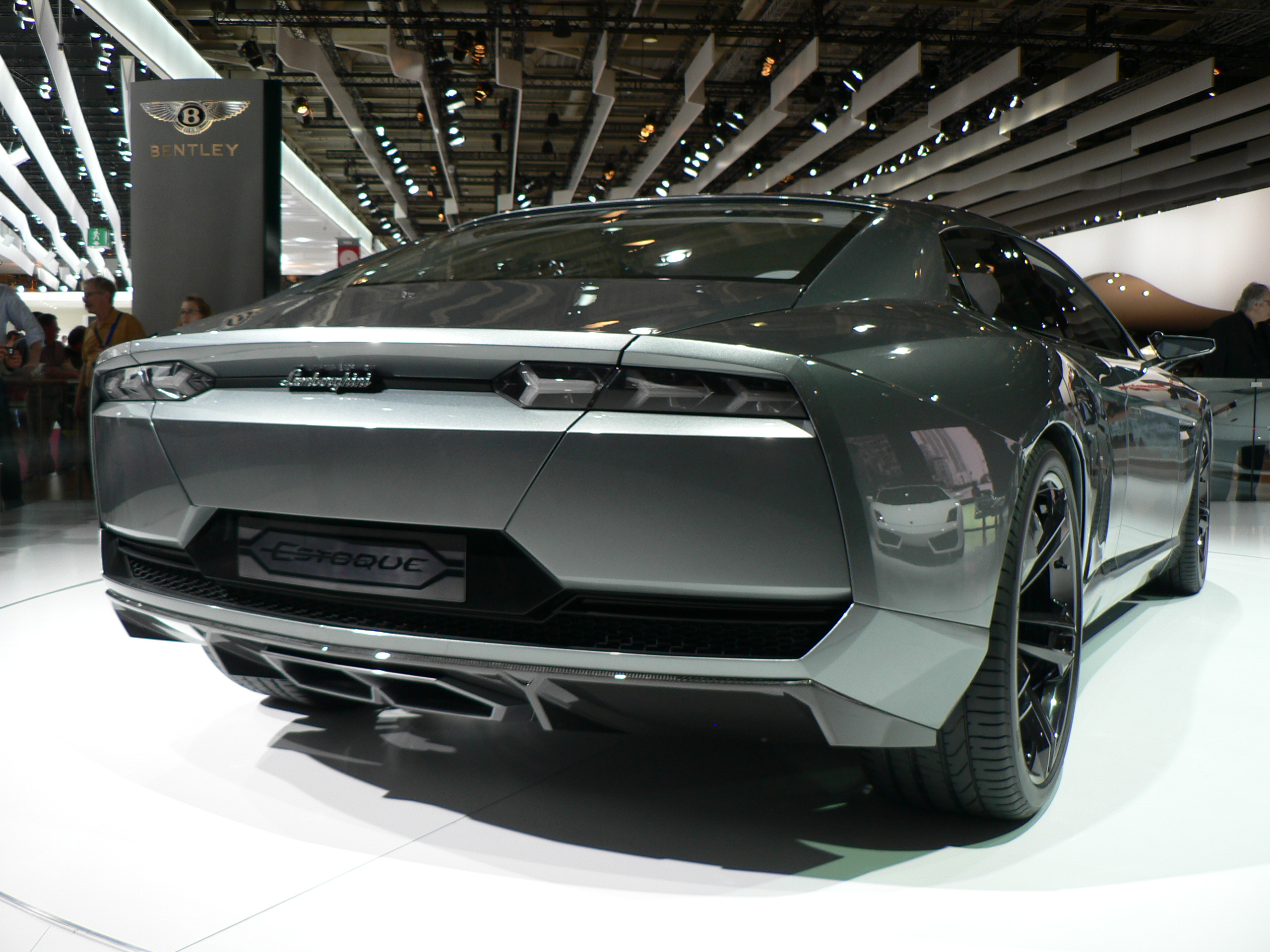
Heckansicht des Estoque

Die Leistung des Estoque beträgt 412 kW (560 PS). Der V10-Motor, der hinter der Vorderachse positioniert ist, stammt aus dem Lamborghini Gallardo. Ebenso wie alle derzeitigen Lamborghini-Modelle, verfügt auch der Estoque über einen permanenten Allradantrieb. Die Länge des Lamborghini Estoque beträgt 5150 mm, wobei die Höhe 1350 mm beträgt und die Breite 1990 mm.

### Name
Der Name Estoque stammt, wie viele Namen von Lamborghini Modellen ebenfalls, aus dem Stierkampf und bezeichnet den 90 cm langen Stoßdegen, mit dem der Matador einen Stier tötet.